# 神仙炉

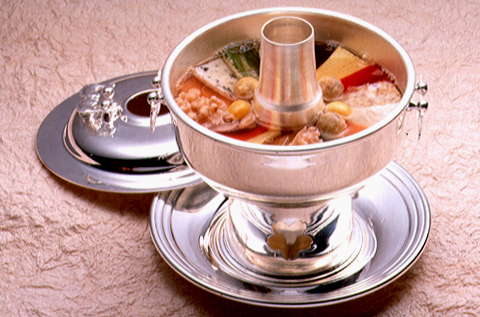
日本の神仙炉

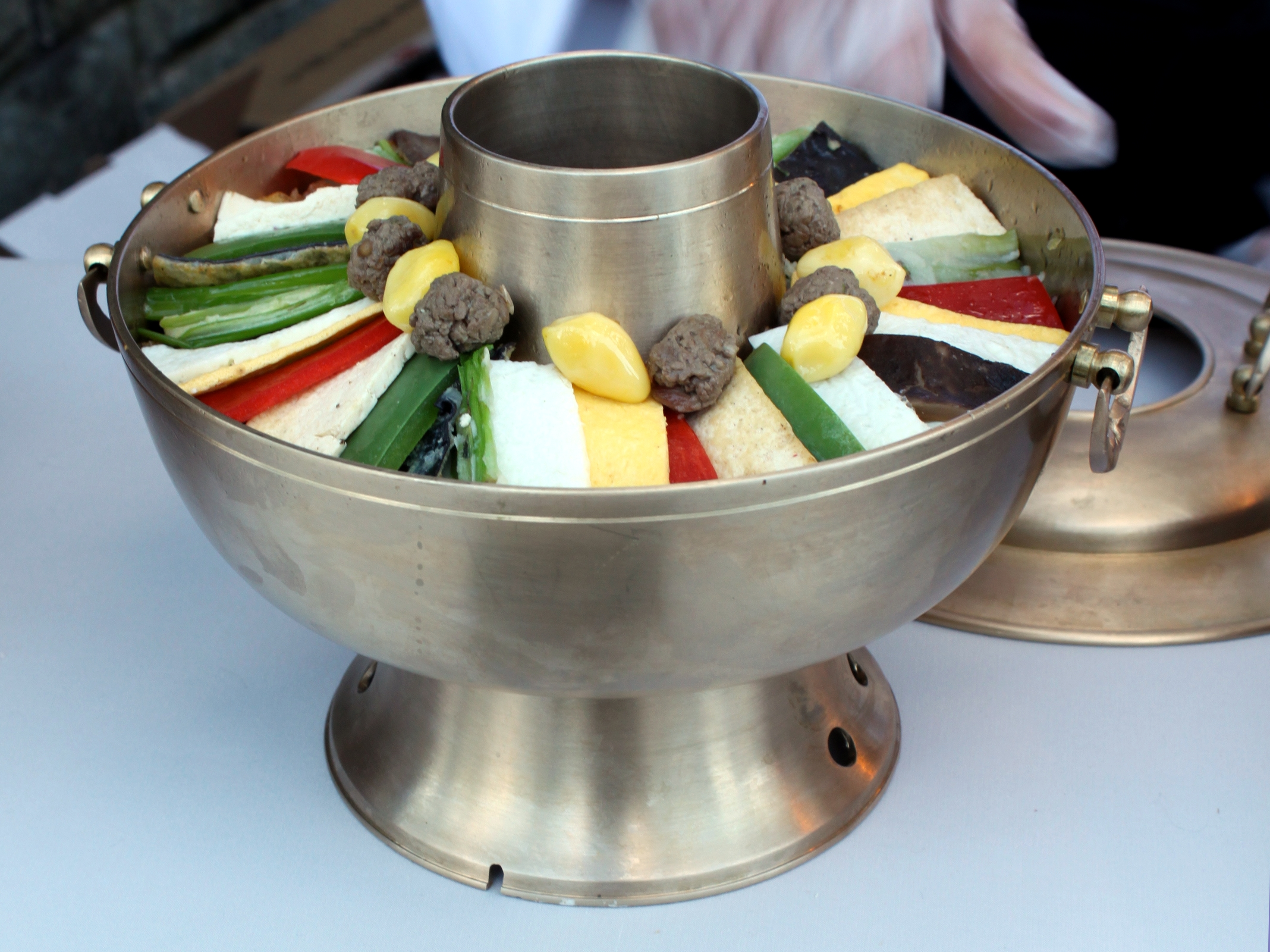
アメリカの神仙炉

神仙炉（しんせんろ、シンソルロ、シンソンロ、朝: 신선로）は、朝鮮の鍋料理。李氏朝鮮の宮廷料理でありチョンゴルに分類される。

## 名称
神仙爐とも書かれ、口を悦ばす材料が入っていることから悦口子湯（ヨルグジャタン、朝: 열구자탕）とも呼ばれている。

## 概要
神仙炉は中央に煙突が付いた専用の鍋に具材を放射状に並べてスープを注ぎ調理し、この鍋も神仙炉と呼ばれる。五行思想にもとづく五味五色という朝鮮の宮廷料理の基本的な考え方から、緑・赤・黄・白・黒の五色を基調とした山海の多様な食材を用いるようになった。伝説によれば、燕山君の治世に苛烈な士禍のため鄭希良が山中に隠遁し、野草や山菜を火炉で煮炊きしたのが起源とされる。この様子が神仙のようだったことから、神仙炉という名前が付いたという。
正式な形では19種類の具材を使用する。具体的には豆腐や薬味を入れて平たく焼いた牛挽肉、牛もつの煎、タラ、ナマコ、アワビ、エビ、貝柱などの煎、芹やネギ、卵焼きなどがあり、これらを長方形に切る。鍋底には野菜の切れ端などをしき、その上に長方形に切った具材を放射状に並べる。肉団子を外縁部、クルミや銀杏を内側に載せ、松の実を散らしてユッス（肉出汁）を注いで煮る。